# 射石砲

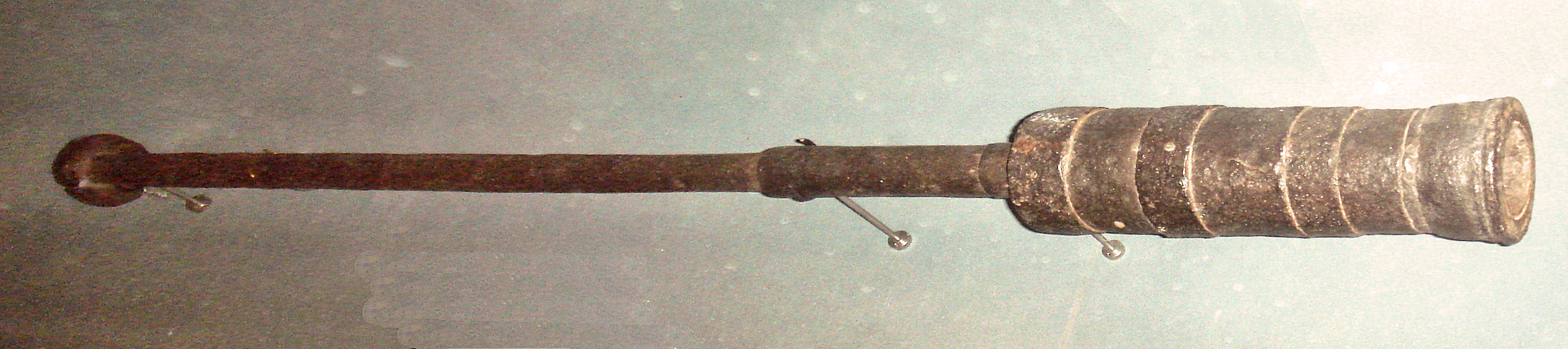
"手持ち型の射石砲", 1390-1400.

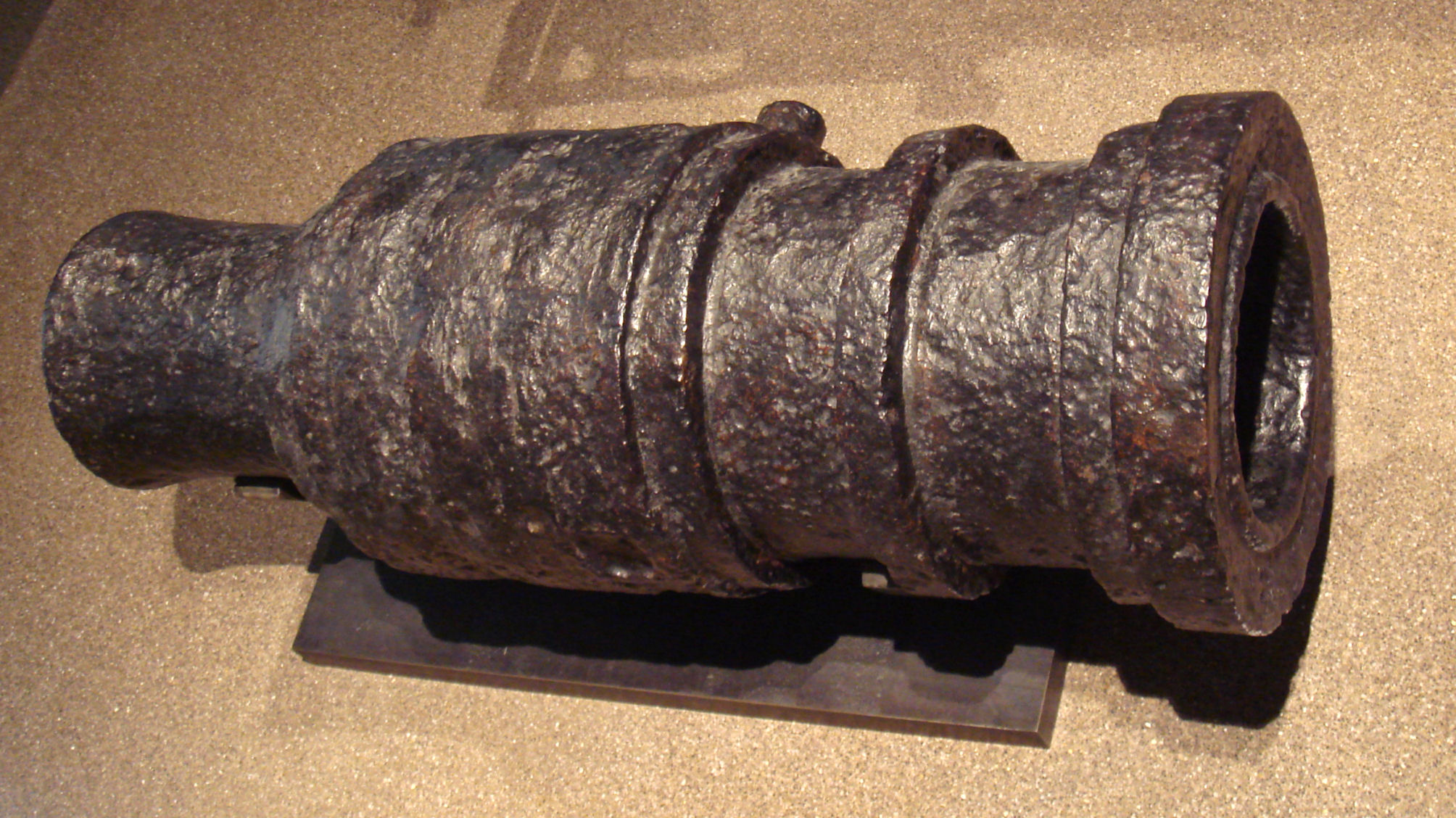
自重200キログラム、錬鉄製の射石砲、1450年製、重量6キログラム 直径8.2センチメートルの石弾を撃ち出せた

射石砲（しゃせきほう）は、ボンバード (Bombard) とも呼ばれ、中世に用いられた最も初期の大砲の一種。その名のとおり石を打ち出すもので、多く、攻城戦で用いられた。
一般に臼砲とされる場合が多いが、カノン砲のようなものもある。最も初期の射石砲は火薬も性能が悪く、威力も相当低く城壁はおろか簡単な壁すら破壊することは困難な代物であった。火薬の性能が上がるまでは射石砲の研究はできるだけ大きい石を飛ばすことに限られた。砲架も固定式で戦場への運搬が困難など汎用性の低いものであったが、火薬の研究が進み性能が飛躍的にあがると次第に射石砲は小型化が進み、砲耳を備えて、鋳鉄の砲弾を使用することにより威力も上昇している。
代表的な射石砲にはモンス・メグがある。これはベルギーで1449年に作られたもので、 186キログラムの石を発射することができた。実戦では1455年のスリーヴ城攻城戦で用いられた。モンス・メグの大半は破壊されたが、一部はエディンバラ城で展示されている。現在でもイタリア語では榴弾砲を射石砲と同様に bombarda と呼ぶ。

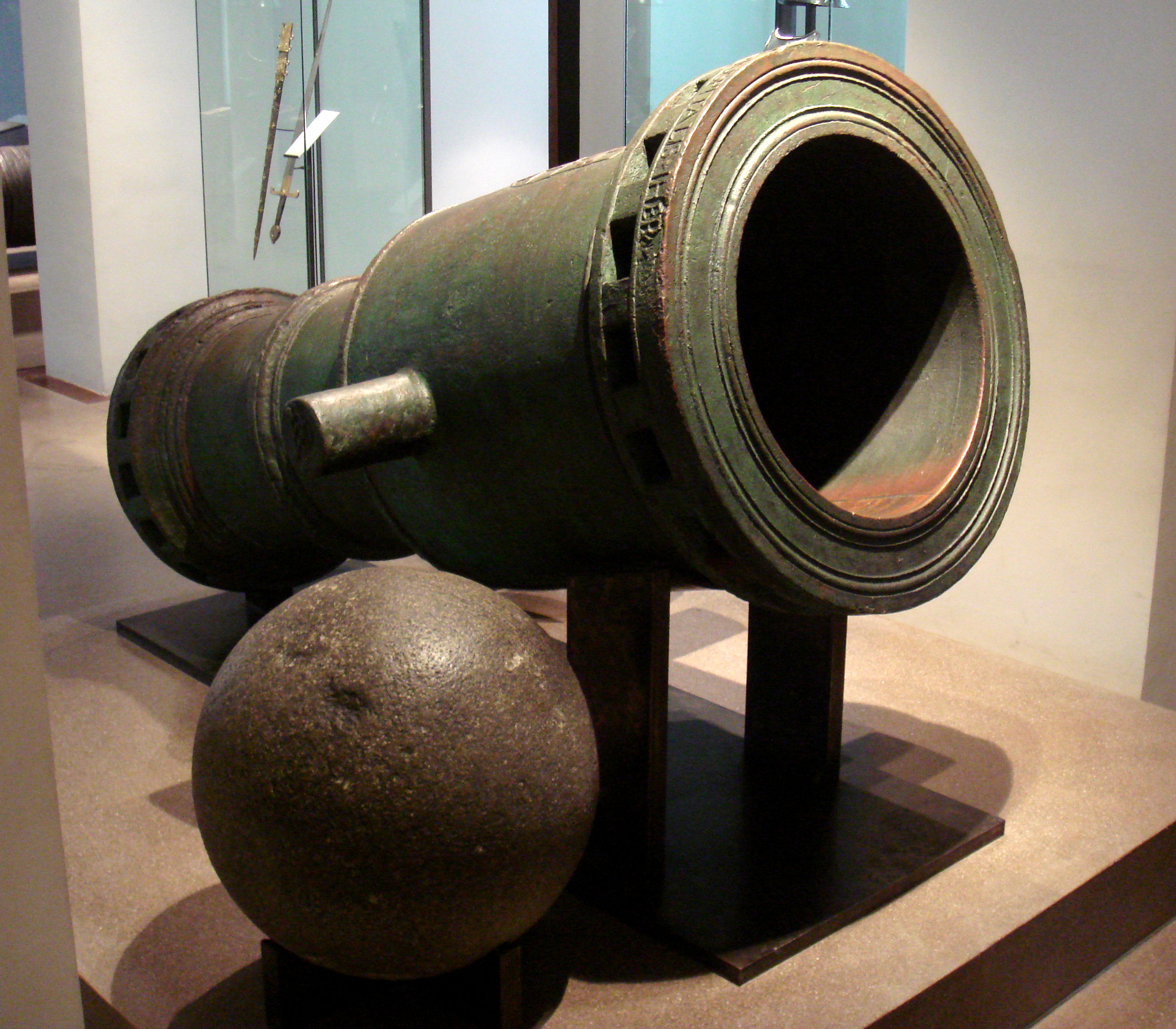
エルサレムの聖ヨハネ騎士団の射石砲, ロードス、1480-1500年頃。歴史上最大の射石砲。オスマン帝国の攻撃からロードスの城壁を守るために作られた物。自重3325キログラムで、重量260キログラムの石弾を撃ち出せた。